# 263 Dresda
263 Dresda este un asteroid din centura principală, descoperit pe 3 noiembrie 1886, de Johann Palisa.